# Brandon Phillips
Brandon Emil Phillips (Raleigh, 28 giugno 1981) è un giocatore di baseball statunitense, Seconda base per i Boston Red Sox della Major League Baseball (MLB).

## Biografia
Phillips è nato a Raleigh, nella Carolina del Nord, figlio del dirigente sportivo James Phillips. È fratello maggiore della cestista WNBA Porsha Phillips e del manager di baseball PJ Phillips.
Ha frequentato la Redan High School di Stone Mountain in Georgia.
È legato sentimentalmente alla modella e wrestler Jade Cargill, con la quale ha una figlia.

## Carriera

### Minor League Baseball
Terminata la scuola superiore firmò una lettera d'intenti con la University of Georgia per giocare nel college sia a baseball che a football, ma fu selezionato prima di cominciare, nel secondo turno come 57ª scelta assoluta del draft 1999 dai Montreal Expos.
Il 27 giugno 2002, gli Expos scambiarono Phillips, assieme a Grady Sizemore, Cliff Lee e Lee Stevens, con i Cleveland Indians in cambio di Bartolo Colón e Tim Drew.

### Major League Baseball

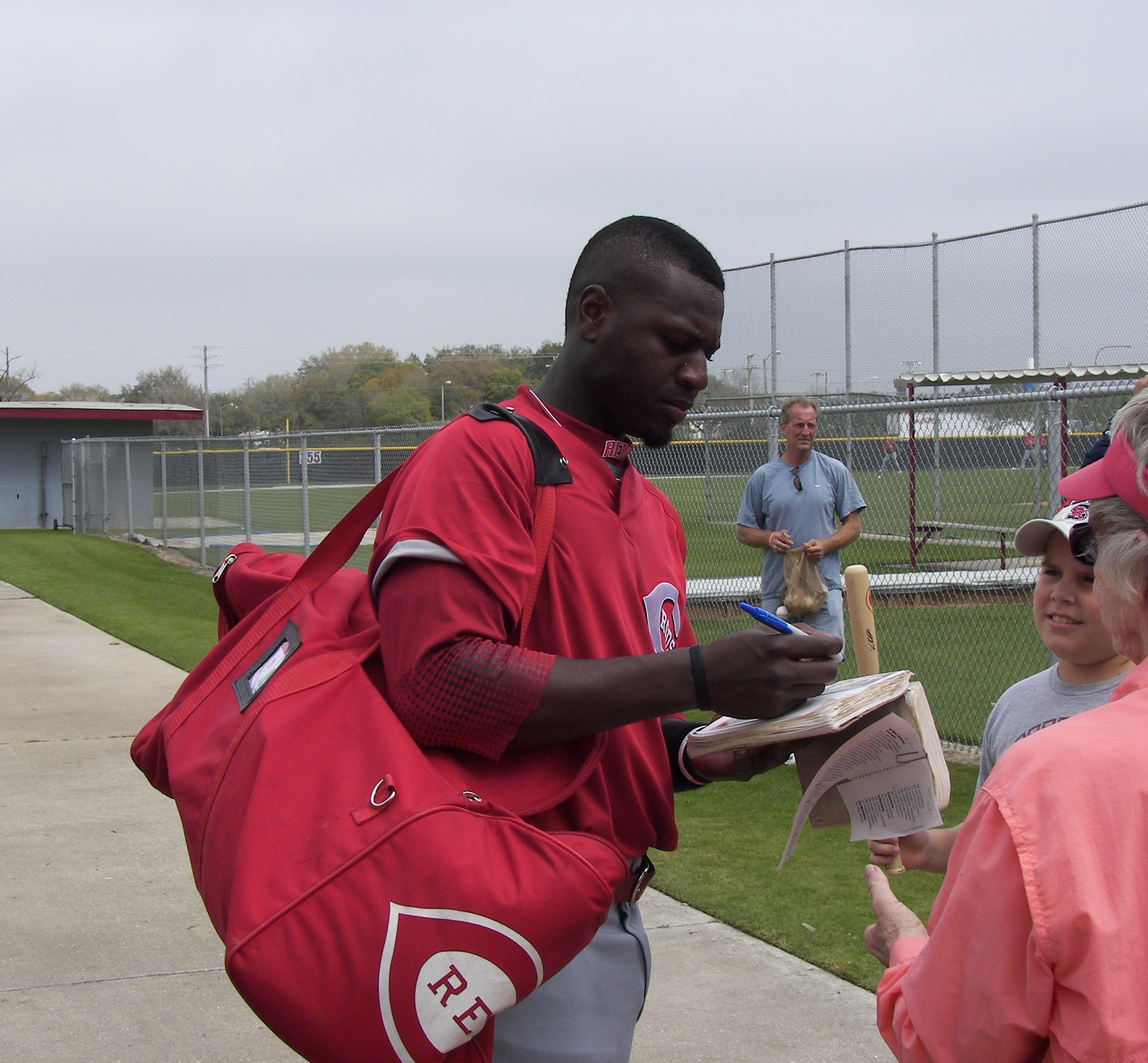
Phillips mentre firma autografi nel 2008

Phillips debuttò nella MLB il 13 settembre 2002, al Jacobs Field di Cleveland, contro i Minnesota Twins.
Il 7 aprile 2006, gli Indians scambiarono Phillips con i Cincinnati Reds, in cambio di un giocatore da nominare in seguito. Il lanciatore Jeff Stevens fu inviato agli Indians il 13 giugno dello stesso anno completando la transazione. Nel 2008 vinse il primo guanto d'oro e il primo fielding bible award. Nel 2010 fu convocato per l'All-Star game. Nel 2011 vinse il Silver Slugger Award.
Il 12 febbraio 2017 i Reds scambiarono Phillips con gli Atlanta Braves in cambio di lanciatori di minor league Andrew McKirahan e Carlos Portuondo; inoltre i Reds pagarono 13 milioni dei 14 previsti dal contratto, lasciando solo il restante milione a spese della squadra di Atlanta.
Il 31 agosto 2017, i Braves scambiarono Phillips con i Los Angeles Angels in cambio di una somma in denaro e il giocatore Tony Sanchez. Il 2 novembre divenne free agent.
Il 27 giugno 2018, Phillips firmò un contratto di minor league con i Boston Red Sox, dove giocò in tripla-A e in A-breve fino a quando il 5 settembre debuttò in prima squadra con i Red Sox.

## Nazionale
Phillips è stato convocato dalla Nazionale Statunitense per il World Baseball Classic 2013.

## Palmarès
- MLB All-Star: 3

2010, 2011, 2013
- Guanti d'oro: 4

2008, 2010, 2011, 2013
- Silver Slugger Award: 1

2011
- Fielding Bible Award: 1

2008